# Septeuil
Septeuil és un municipi francès, situat al departament d'Yvelines i a la regió de Illa de França. L'any 2007 tenia 2.083 habitants.
Forma part del cantó de Bonnières-sur-Seine, del districte de Mantes-la-Jolie i de la Comunitat de comunes del Pays Houdanais.

## Demografia

### Població
El 2007 la població de fet de Septeuil era de 2.083 persones. Hi havia 739 famílies, de les quals 159 eren unipersonals (61 homes vivint sols i 98 dones vivint soles), 240 parelles sense fills, 300 parelles amb fills i 40 famílies monoparentals amb fills.
La població ha evolucionat segons el següent gràfic:
Habitants censats

### Habitatges
El 2007 hi havia 870 habitatges, 748 eren l'habitatge principal de la família, 57 eren segones residències i 66 estaven desocupats. 754 eren cases i 110 eren apartaments. Dels 748 habitatges principals, 585 estaven ocupats pels seus propietaris, 139 estaven llogats i ocupats pels llogaters i 24 estaven cedits a títol gratuït; 18 tenien una cambra, 43 en tenien dues, 114 en tenien tres, 161 en tenien quatre i 412 en tenien cinc o més. 536 habitatges disposaven pel capbaix d'una plaça de pàrquing. A 286 habitatges hi havia un automòbil i a 405 n'hi havia dos o més.

### Piràmide de població
La piràmide de població per edats i sexe el 2009 era:
| Homes | Edats   | Dones |
| ----- | ------- | ----- |
| 4     | 95 o +  | 0     |
| 4     | 90 a 94 | 20    |
| 12    | 85 a 89 | 28    |
| 4     | 80 a 84 | 16    |
| 8     | 75 a 79 | 32    |
| 16    | 70 a 74 | 40    |
| 44    | 65 a 69 | 64    |
| 68    | 60 a 64 | 44    |
| 52    | 55 a 59 | 64    |
| 92    | 50 a 54 | 120   |
| 88    | 45 a 49 | 92    |
| 84    | 40 a 44 | 64    |
| 52    | 35 a 39 | 68    |
| 44    | 30 a 34 | 52    |
| 80    | 25 a 29 | 56    |
| 52    | 20 a 24 | 56    |
| 68    | 15 a 19 | 56    |
| 60    | 10 a 14 | 88    |
| 84    | 5 a 9   | 72    |
| 56    | 0 a 4   | 28    |

## Economia
El 2007 la població en edat de treballar era de 1.327 persones, 955 eren actives i 372 eren inactives. De les 955 persones actives 889 estaven ocupades (476 homes i 413 dones) i 65 estaven aturades (28 homes i 37 dones). De les 372 persones inactives 173 estaven jubilades, 97 estaven estudiant i 102 estaven classificades com a «altres inactius».

### Ingressos
El 2009 a Septeuil hi havia 797 unitats fiscals que integraven 2.101 persones, la mediana anual d'ingressos fiscals per persona era de 23.538 €.

### Activitats econòmiques
Dels 108 establiments que hi havia el 2007, 3 eren d'empreses alimentàries, 4 d'empreses de fabricació d'altres productes industrials, 20 d'empreses de construcció, 21 d'empreses de comerç i reparació d'automòbils, 4 d'empreses de transport, 6 d'empreses d'hostatgeria i restauració, 1 d'una empresa d'informació i comunicació, 3 d'empreses financeres, 8 d'empreses immobiliàries, 12 d'empreses de serveis, 17 d'entitats de l'administració pública i 9 d'empreses classificades com a «altres activitats de serveis».
Dels 38 establiments de servei als particulars que hi havia el 2009, 1 era una gendarmeria, 1 oficina de correu, 2 oficines bancàries, 2 tallers de reparació d'automòbils i de material agrícola, 1 taller d'inspecció tècnica de vehicles, 1 autoescola, 7 paletes, 2 guixaires pintors, 2 fusteries, 1 lampisteria, 1 electricista, 2 empreses de construcció, 3 perruqueries, 1 veterinari, 2 restaurants, 6 agències immobiliàries, 1 tintoreria i 2 salons de bellesa.
Dels 13 establiments comercials que hi havia el 2009, 1 era una gran superfície de material de bricolatge, 1 una botiga de més de 120 m², 1 una botiga de menys de 120 m², 1 una fleca, 1 una peixateria, 3 botigues de roba, 1 una botiga de roba, 1 una botiga d'electrodomèstics, 1 una botiga de mobles i 2 floristeries.
L'any 2000 a Septeuil hi havia 10 explotacions agrícoles que ocupaven un total de 385 hectàrees.

## Equipaments sanitaris i escolars
L'únic equipament sanitari que hi havia el 2009 era una farmàcia.
El 2009 hi havia 1 escola maternal i 2 escoles elementals.

## Poblacions més properes
El següent diagrama mostra les poblacions més properes.